# Tumulus von Kercado

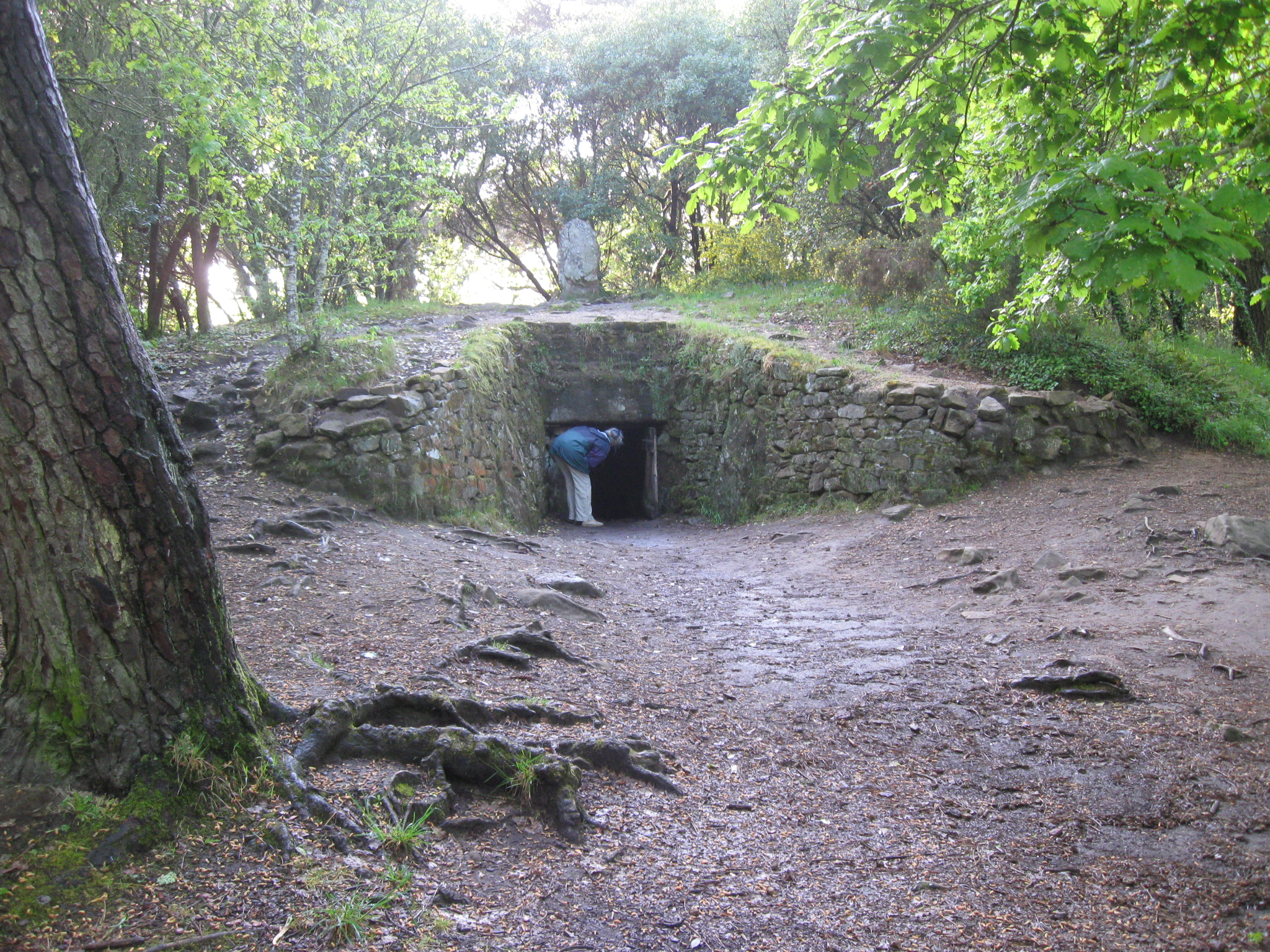
Tumulus von Kercado

Der Tumulus von Kercado liegt an einer der höchsten Stellen im Gelände in den Wäldern um Carnac, südlich von Kermario, im Département Morbihan in der Bretagne. Er wird etwa auf 4700 v. Chr. datiert und ist eine der ältesten Megalithanlagen Europas.

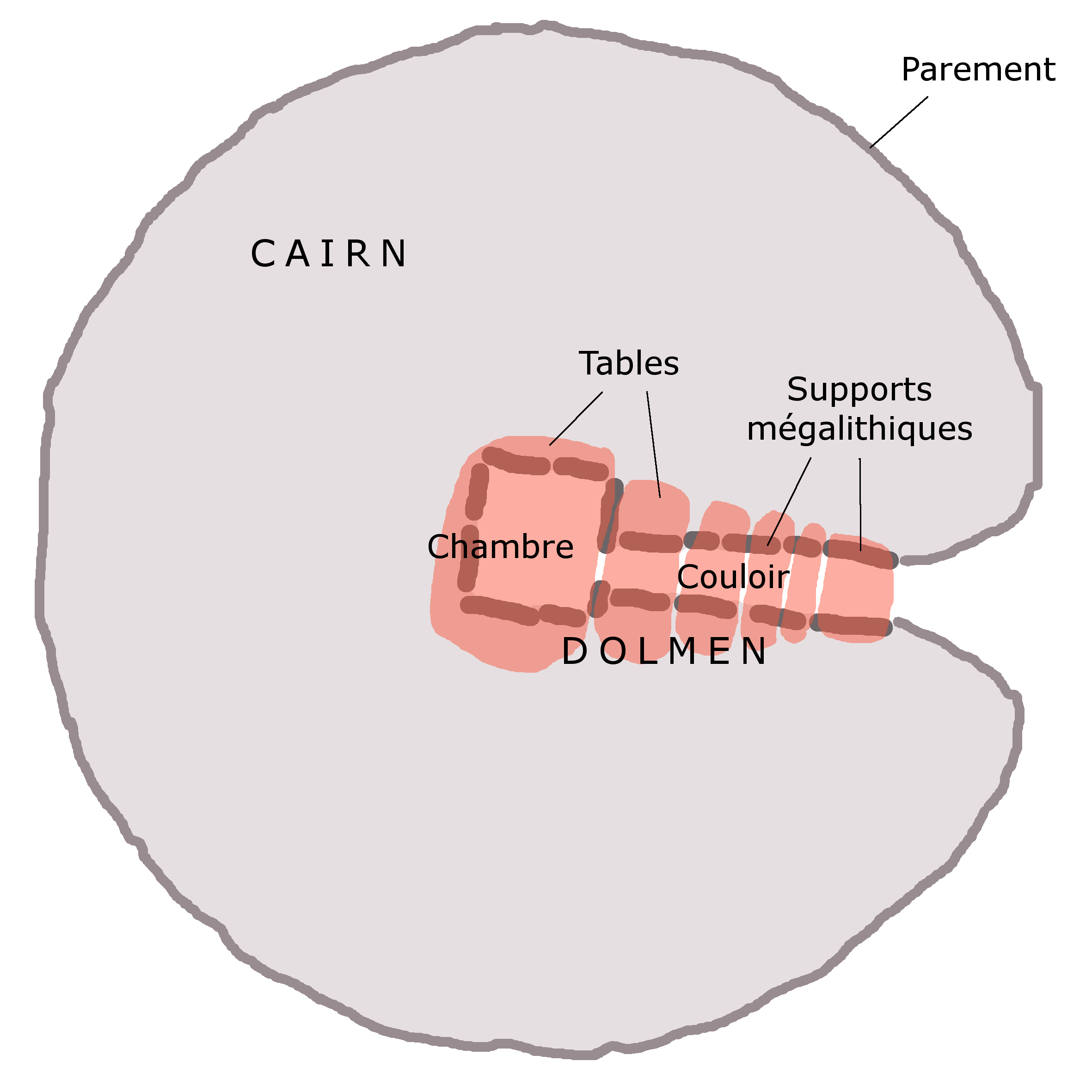
Der typische „Dolmen à couloir“ – Tumulus von Kercado

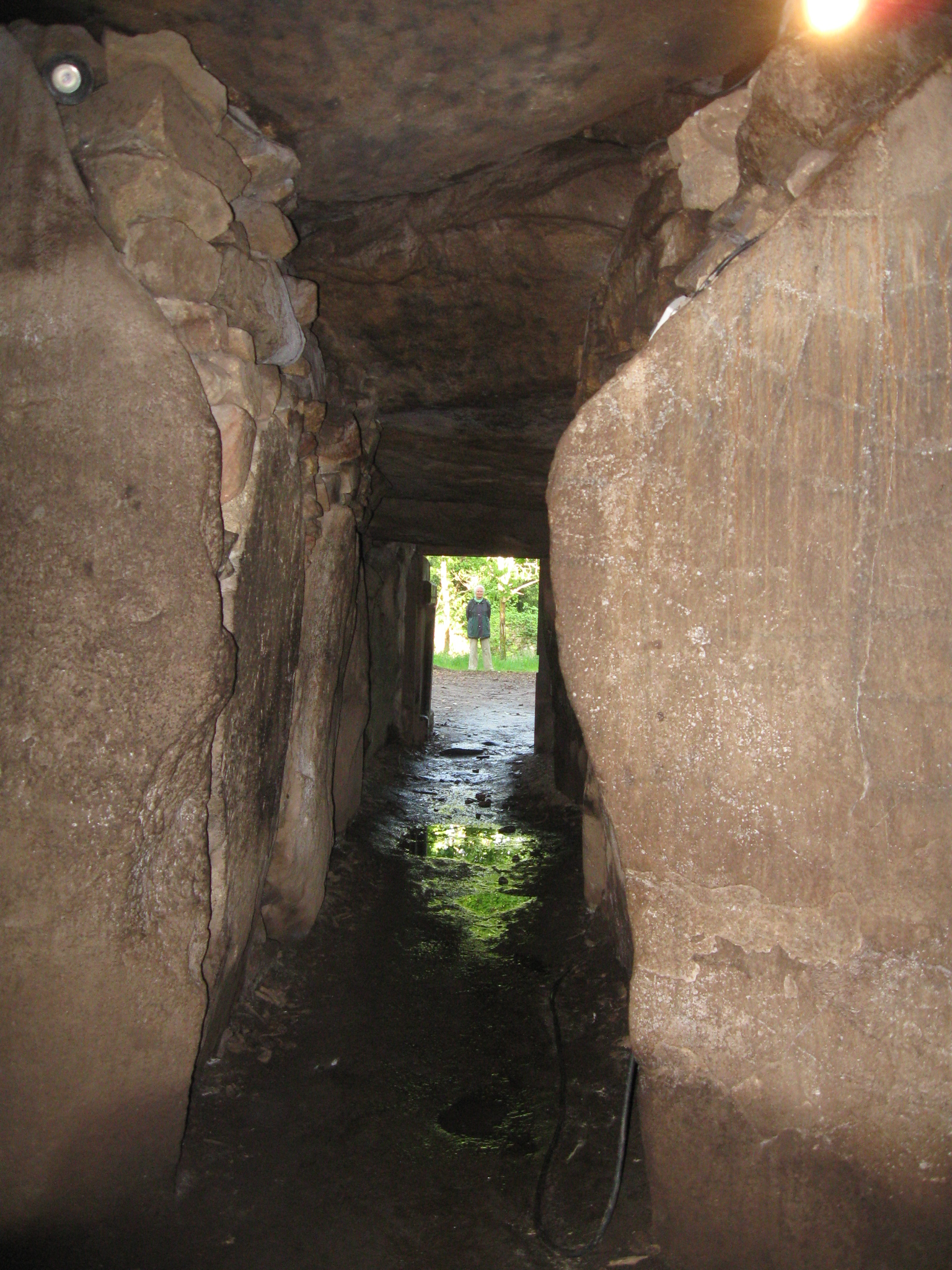
Gang von Kercado

## Grabungen
Das Denkmal wurde im Jahre 1863 von R. Galles und erneut 1925 von Zacharie Le Rouzic (1864–1939) ausgegraben und restauriert. Er setzte den imposanten Menhir auf den Hügel.

## Beschreibung
Der Hügel hat etwa 40 m Durchmesser und war vermutlich von Randsteinen eingefasst. Er wurde von einem teilweise erhaltenen Kreis aus kleineren Menhiren umgeben.
Der Zugang zur Kammer liegt in Richtung der Wintersonnenwende. Die rechteckige Kammer (3,2 × 2,2 m) wird über einem 6,5 m langen rechteckigen Gang erschlossen. 17 Monolithen bilden die Tragsteine von Kammer und Gang. Der Gang wird von fünf, die Kammer von einem einzigen Stein bedeckt. Kurios für ein Ganggrab ist, dass die meisten Decksteine im Gang durch eine hohe Schicht aus Trockenmauerwerk von den Tragsteinen getrennt sind.

## Motive
Drei der Tragsteine im Gang sowie vier Steine der Kammer tragen eingeritzte Motive ähnlich jenen von Mané Kerioned oder Le Petit Mont auf der Rhuys-Halbinsel (Arzon). Der nördliche Stein am Kammerzugang hat anthropomorphe Form, die vermutlich artifiziell erzeugt wurde. Der Deckstein der Kammer ist mit einem großen Axtpflug (Hache carrure) geschmückt. Ähnliche Zeichen zeigen Stelen (Mané-er-Hroek, Table des Marchands) in Locmariaquer. Der genaue Umriss des riesigen Decksteins der Kammer ist unbekannt, aber die ungewöhnliche Positionierung des Zeichens und ähnliche Fälle in der näheren Umgebung (Gavrinis, Mané Rutual) deuten darauf, dass auch dieser Stein ein ehemaliger plattiger Menhir war, der zerschlagen und wieder verwendet wurde.

## Funde
In Kammer und Gang wurden Artefakte von einer Reihe von Bestatteten gefunden, (Äxte, Perlen, Pfeilspitzen und 147 Variscitperlen). Daneben fand sich zerscherbte Keramik aus dem späten Neolithikum und der Glockenbecherkultur. Die Anlage wurde etwa 4600 v. Chr. errichtet und rund 3.000 Jahre genutzt.